# Marcelino Camacho
Marcelino Camacho Abad (Osma-La Rasa, province de Soria, 21 janvier 1918 - Madrid, 29 octobre 2010) était un célèbre syndicaliste et homme politique espagnol. Il fonda et fut le premier secrétaire général des Commissions Ouvrières (CCOO) entre 1976 et 1987, et député communiste de Madrid entre 1977 et 1981.

## Biographie

### Guerre et exil
Le 2 février 1935, il adhère au Parti communiste d'Espagne (PCE) puis à l'Union Général des Travailleurs (UGT), à laquelle appartenait son père, aiguilleur à la gare de Osma-La Rasa (Soria). À la suite du soulèvement militaire, il sabota avec d'autres cheminots les voies ferrées pour empêcher la progression fasciste. Il traversa à pied la sierra madrilène pour rejoindre le camp républicain au sein duquel il combattit pendant la Guerre Civile espagnole (1936-1939). Dans les derniers jours de la guerre, il fut emprisonné par la Junte de Casado (gouvernement qui négocia la reddition de Madrid à Franco). Il s'échappa, passa plusieurs mois dans la clandestinité et fut dénoncé par quelqu'un qui le reconnut. Il fut jugé pour s'être engagé volontairement pour défendre la République et fut condamné aux travaux forcés dans différents camps pour finir à Tanger.
En 1944, il s'enfuit du camp et partit en exil vers Oran (Algérie). En passant la frontière de ce qui était alors le Maroc français, il fut arrêté par la police française et conduit à Oran, une ville qui avait alors un énorme colonie d'immigrants espagnols. Certains se trouvaient là depuis les années 1930, ayant migré pour des raisons économiques, d'autres étaient des réfugiés politiques républicains émigrés après la guerre civile (les derniers bateaux d'exilés républicains partis du port d'Alicante quelques jours avant la fin de la guerre se dirigeaient précisément vers cette ville). Parmi les exilés qui réclamèrent et obtinrent sa libération était Josefina Samper, née en 1927 à Fondón, province d'Almeria), qu'il épouse le 22 décembre 1948.

### Lutte syndicale et opposition antifranquiste
En 1957, après avoir été gracié, il retourna en Espagne pour travailler comme ouvrier métallurgiste chez Perkins Hispania. Il fut élu représentant des travailleurs de son entreprise et fut l'un des impulseurs des Commissions Ouvrières (CCOO), syndicat de classe et d'inspiration communiste infiltré dans les syndicats verticaux du régime franquiste. Il fut emprisonné pour ses activités syndicales et politiques en 1967, passant neuf ans dans la prison de Carabanchel. À sa sortie, il annonça, telle une prémonition : «ni nos domaron, ni nos doblegaron, ni nos van a domesticar» (Ils ne nous ont pas dompté, ils ne nous ont pas fait plier, ils ne nous domestiqueront jamais). Il fut condamné au célèbre Procès 1001, au cours duquel la dictature jugea les principaux dirigeants des CCOO, fin 1973, puis gracié et libéré après la mort de Franco.

### Dirigeant des Commissions Ouvrières et du PCE
En 1976, les Commissions Ouvrières se constituèrent en confédération syndicale et Marcelino Camacho fut élu secrétaire général. À ce moment-là il était déjà membre du Comité Central du Parti Communiste d'Espagne (PCE). Il fut élu député pour Madrid aux élections constituantes de 1977 et réélu aux élections de 1979. Il démissionna de son siège de député, en désaccord avec les lois du travail approuvées par le Parlement avec l'appui du PCE.
Il dirigea les Commissions Ouvrières jusqu'en 1987, étant réélu à une écrasante majorité lors des quatre premiers congrès du syndicat. Durant cette période les Commissions Ouvrières devint la première centrale syndicale espagnole et convoqua la première grève générale sous le gouvernement de Felipe Gonzalez en 1985. De plus, sa présence fut remarquée lors des mobilisations contre l'OTAN en 1986 et celles des étudiants de l'année scolaire 1986/1987. À partir de 1987, il occupa la charge honorifique de Président, et fut remplacé au poste de secrétaire général par Antonio Gutiérrez. Avant même le 5e Congrès (1991), il se confronta à la direction menée par Gutiérrez (favorable au pacte social ou à la dissolution du PCE dans la Gauche Unie), position qui culmina avec sa démission du rôle de Président en 1995, en désaccord avec l'éloignement de la direction des Commissions Ouvrières du PCE et son virage réformiste. Au 6e congrès (1996), le secteur majoritaire "officialiste" vota contre la candidature de M. Camacho à la présidence, proposée par le secteur critique, par 366 voix pour, 571 contre, 43 abstentions, 12 blancs et 3 nuls.
Jusqu'à sa mort, Marcelino Camacho continua à être militant du PCE et membre de son Comité fédéral, ainsi qu'affilié à IU. Sa carte de membre des Commissions Ouvrières portait le no 1.